# Włodzimierz Kaczanowski

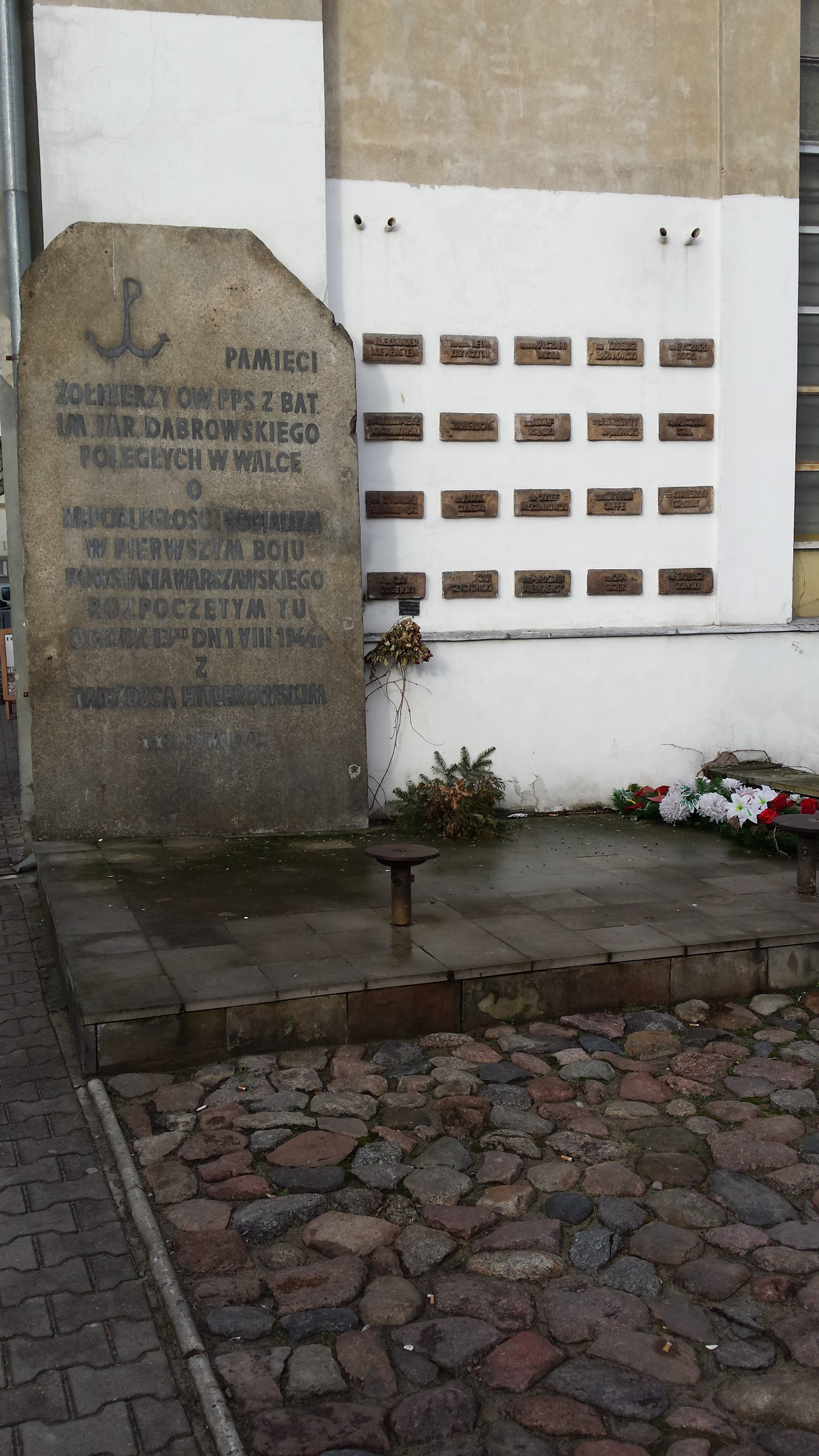
Tablica pamiątkowa na rogu ul. Próchnika i Suzina w Warszawie poświęcona żołnierzom IV batalionu OW PPS im. Jarosława Dąbrowskiego poległym 1 sierpnia 1944, w tym Włodzimierzowi Kaczanowskiemu (2014)

Włodzimierz Czesław Kaczanowski ps. „Michał”, „Mirek”, „Włodek”, „Zośka” (ur. 20 listopada 1912 we Lwowie, zm. 1 sierpnia 1944 w Warszawie) – działacz Związku Niezależnej Młodzieży Socjalistycznej, w czasie okupacji niemieckiej członek grupy Gwardia, organizacji Polscy Socjaliści i Socjalistycznej Organizacji Bojowej (komendant główny od grudnia 1943). Poległ w powstaniu warszawskim 1 sierpnia 1944.

## Życiorys
Syn Mieczysława, prawnika, urzędnika pocztowego i Zofii Marii z domu Kossowskiej. W trakcie I wojny światowej przebywał wraz z rodziną na Morawach, w Bielsku, na Śląsku, w Tarnowie i w Krakowie.
W czerwcu 1919 przeniósł się do Warszawy. Uczęszczał do stołecznego Gimnazjum im. Tadeusza Reytana, które ukończył w 1931. Od 1931 do 1935 studiował na Wydziale Matematyczno-Przyrodniczym Uniwersytetu Warszawskiego, zaś od 1933 kontynuował studia na Wydziale Nauk Ekonomiczno-Społecznym Wolnej Wszechnicy Polskiej. W trakcie studiów podjął działalność w ZNMS, zaś od 1933 pełnił funkcję sekretarza środowiska warszawskiego Związku Niezależnej Młodzieży Socjalistycznej.
W latach 1935–1936 odbywał służbę wojskową w Szkole Podchorążych Rezerwy Łączności w Zegrzu pod Warszawą. Ukończył ją w stopniu plutonowego podchorążego. Od jesieni 1936 do rozwiązania organizacji w 1938, przewodniczył Komitetowi Wykonawczemu ZNMS. W 1936 za działalność socjalistyczną, był więziony przez kilka miesięcy w Warszawie. Bezpośrednio przed wojną pracował w Powszechnym Zakładzie Ubezpieczeń Wzajemnych.
Brał udział w wojnie obronnej 1939 i dostał się do niewoli radzieckiej, ukrywając swój stopień wojskowy. Jako żołnierz został w listopadzie 1939 w drodze wymiany skierowany do niewoli niemieckiej. Do lata 1940 przebywał w obozie jenieckim, skąd został zwolniony po złamaniu ręki.
Po wyjściu na wolność związał się z konspiracyjną grupą socjalistów „Gwardia”, wchodząc w skład jej kierownictwa. We wrześniu 1941 wraz z „Gwardią” przeszedł do organizacji „Polscy Socjaliści”. Pod koniec 1941 przeszedł przeszkolenie na specjalnym kursie dywersyjno-sabotażowym organizowanym przez Związek Odwetu. Na wiosnę 1942 objął funkcję zastępcy szefa Wydziału Sabotażu i Dywersji Formacji Bojowo-Milicyjnych Polskich Socjalistów, zaś od lipca 1942 po aresztowaniu Tadeusza Korala był szefem wydziału. Brał osobisty udział w akcjach dywersyjnych m.in. zniszczeniu niemieckich warsztatów samochodowych przy ul. Dobrej w Warszawie.
Po połączeniu części Polskich Socjalistów do PPS-WRN i powstaniu w marcu 1943 Socjalistycznej Organizacji Bojowej, został zastępcą jej komendanta głównego Leszka Raabe „Marek”, wchodząc w skład tzw. Ścisłej Komendy Głównej SOB.
Podczas powstania w getcie warszawskim prowadził działania wspierające walczących bojowników, m.in. wyprowadził z getta żydowskich członków PPS. Po zaginięciu bez wieści Leszka Raabe, od grudnia 1943 w stopniu porucznika był komendantem głównym SOB. W 1944 czasowo przebywał w oddziale partyzanckim SOB koło Częstochowy.
W lipcu 1944 grupa SOB mobilizowała się wraz z IV batalionem OW PPS im. Jarosława Dąbrowskiego na Żoliborzu. Batalion OW PPS 1 sierpnia 1944, ok. 14.00 został zaatakowany przez Niemców, w trakcie koncentracji w kotłowni przy ul. Suzina. Oddział wycofał się w dwóch grupach. Kaczanowski był w grupie która udała się w stronę rogu ulic Słowackiego i Potockiej. Chcąc uniknąć starcia z przeważającymi oddziałami nieprzyjaciela, żołnierze OW PPS skierowali się w głąb ul. Gdańskiej, tam dostali się pod ostrzał z budynku Szkoły Gazowej. Nieprzyjacielski ogień spowodował duże straty. Zginęło wówczas sześciu żołnierzy, w tym ppor. Kaczanowski. Natomiast według Stefana Wyleżyńskiego, Kaczanowski poległ tuż przy wyjściu z kotłowni na ul. Suzina.
Pośmiertnie awansowany do stopnia majora i odznaczony w kwietniu 1947 przez KRN Krzyżem Srebrnym Orderu Virtuti Militari.